# Rue du Président-Édouard-Herriot
Pour les articles homonymes, voir Rue Président-Édouard-Herriot.
La rue du Président-Édouard-Herriot, plus connue localement sous le nom de rue Édouard-Herriot, est l'une des plus importantes rues commerçantes de la Presqu'île de Lyon, en France. Elle fait le lien entre les deux places les plus célèbres de la ville, la place Bellecour au sud, et la place des Terreaux au nord. Sa partie nord est située dans le 1er arrondissement (numéros pairs de 2 à 42 et numéros impairs de 1 à 25) , mais la majorité de la rue se situe dans le 2e arrondissement (numéros pairs de 44 à 106 et numéros impairs de 27 à 105).

## Odonymie
Lors de son percement dans les années 1860, la rue prend le nom de rue de l'Impératrice, en l'honneur d'Eugénie de Montijo, épouse de l'Empereur Napoléon III. Après la chute de Napoléon III en 1870, la voie est renommée rue de l'Hôtel-de-Ville. Quelques mois après la mort en 1957 d'Édouard Herriot, maire de Lyon depuis 1905, président du Conseil à trois reprises, la rue est nommée rue du Président-Édouard-Herriot. L'usage tend à ne plus préciser la fonction d'Herriot dans le nom de la rue.
Sa longueur est de 1,2 kilomètre et sa largeur de 13 mètres.
La rue s'élargit en deux endroits pour former deux nouvelles placettes qui ne reçoivent de noms que dans les années 1930 : la place Francisque-Regaud en 1931 et la place Antoine-Isaac-Rivoire en 1934.

## Histoire

### La création de la rue
Au milieu du XIXe siècle, Claude-Marius Vaïsse, nouveau préfet du Rhône assumant également les fonctions de maire, décide de restructurer la Presqu'île à la manière de Georges Eugène Haussmann à Paris. Dans un premier plan dessiné en 1853, une nouvelle rue relie l'actuelle place de la République à la place des Terreaux. Finalement, le nouvel axe est percé dans les années 1860 en ligne droite entre la place Bellecour et la place des Terreaux. L'avenue part de la place Le Viste, élargie à la même époque, et traverse la place des Jacobins qui prend alors sa forme définitive.

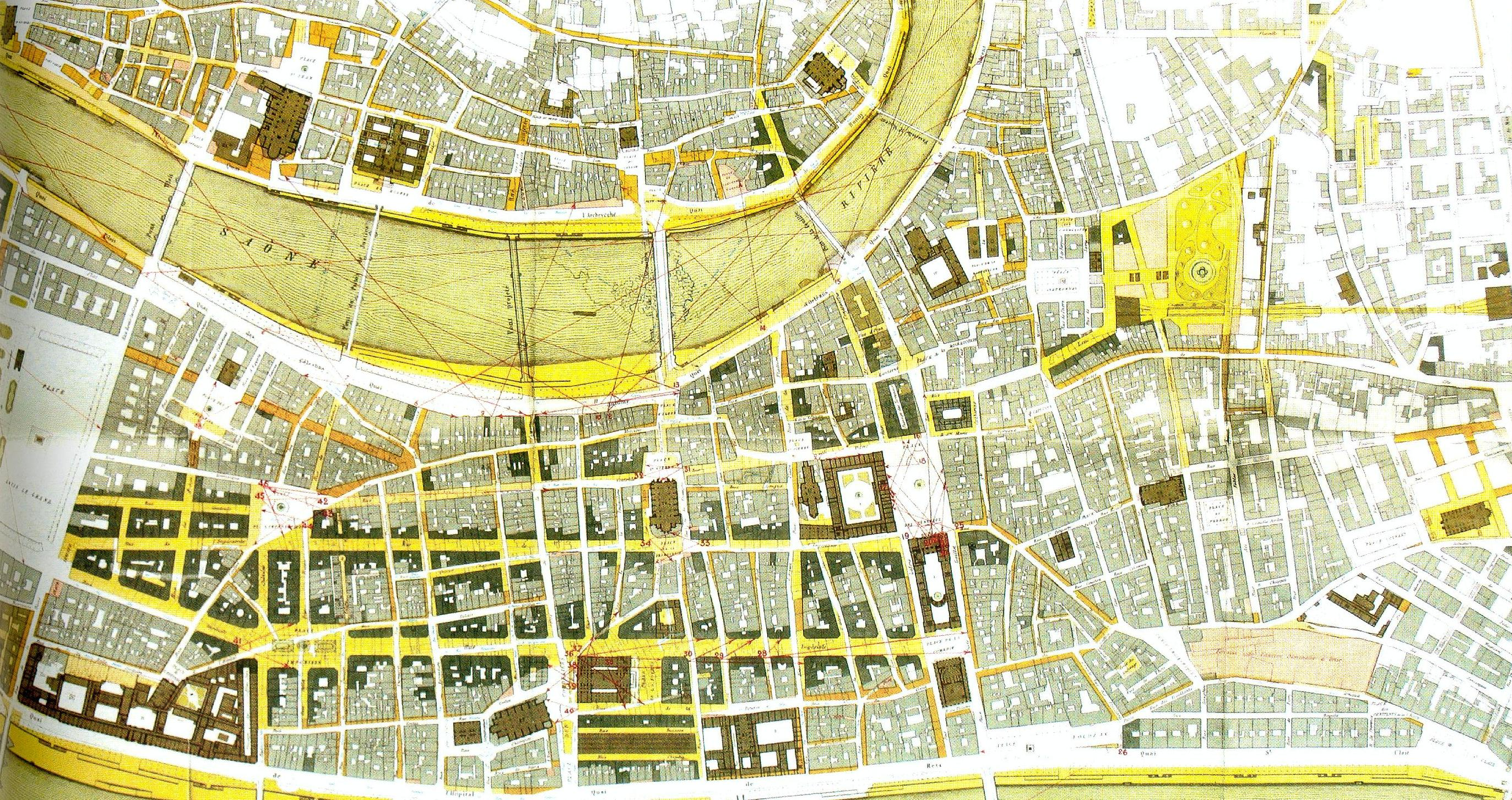
La rue Édouard Herriot dans le dispositif urbain du préfet Vaïsse

La nouvelle rue (ou Avenue) absorbe en partie des rues existantes :
- la rue de la Plume qui correspond à la partie orientale de l'actuelle place Francisque Regaud,
- la rue de l'Aumône,
- la rue de Vandran,
- la place de la Fromagerie devant le chevet de l'église Saint-Nizier à l'emplacement de l'actuelle place Antoine-Isaac Rivoire,
- la rue de la Sirène[6],
- la rue de Clermont, ouverte sur les terrains appartenant à l'abbaye Saint-Pierre en 1582[7].

La plupart des immeubles bordant cette rue datent donc de la seconde partie du XIXe siècle. On peut toutefois remarquer deux immeubles plus anciens qui rompent légèrement l'alignement parfait de la rue, aux numéros 21 et 23 ; ils correspondent à la partie orientale de l'ancienne rue de la Sirène. Plus au nord, la façade de l'abbaye Saint-Pierre (actuel musée des beaux-arts de Lyon), qui donnait autrefois sur la rue de Clermont, datent du XVIIe siècle.

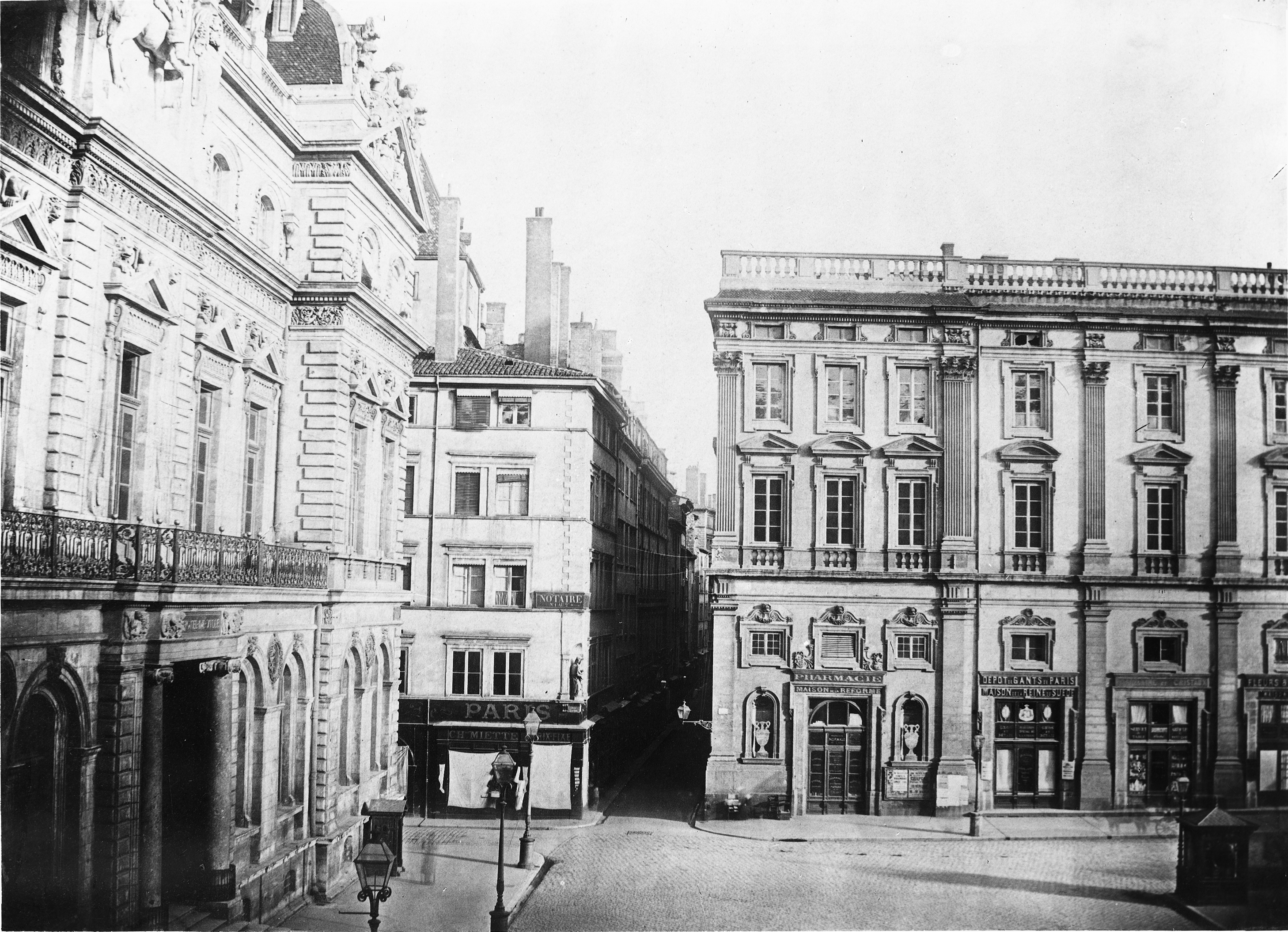
La rue de Clermont avant le percement de la rue de l'Impératrice.
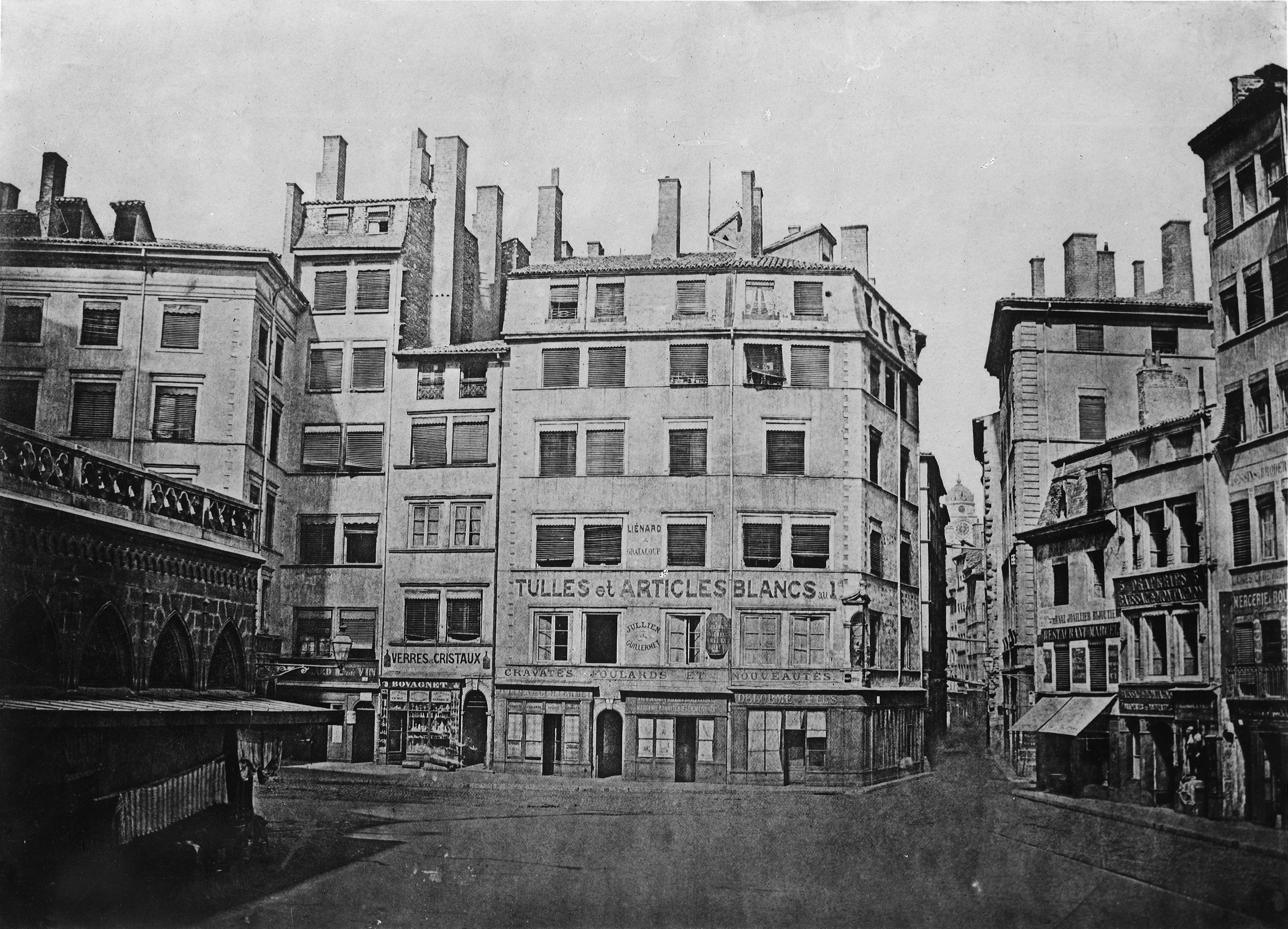
La place de la Fromagerie devant le chevet de Saint-Nizier et la rue de la Sirène.

### Du XXème siècle à aujourd’hui

#### Réaménagements successifs
Dans les années 1990, la rue connaît un léger aménagement, avec un changement de sens de circulation et la disparition de ses lampadaires-globes[réf. souhaitée].

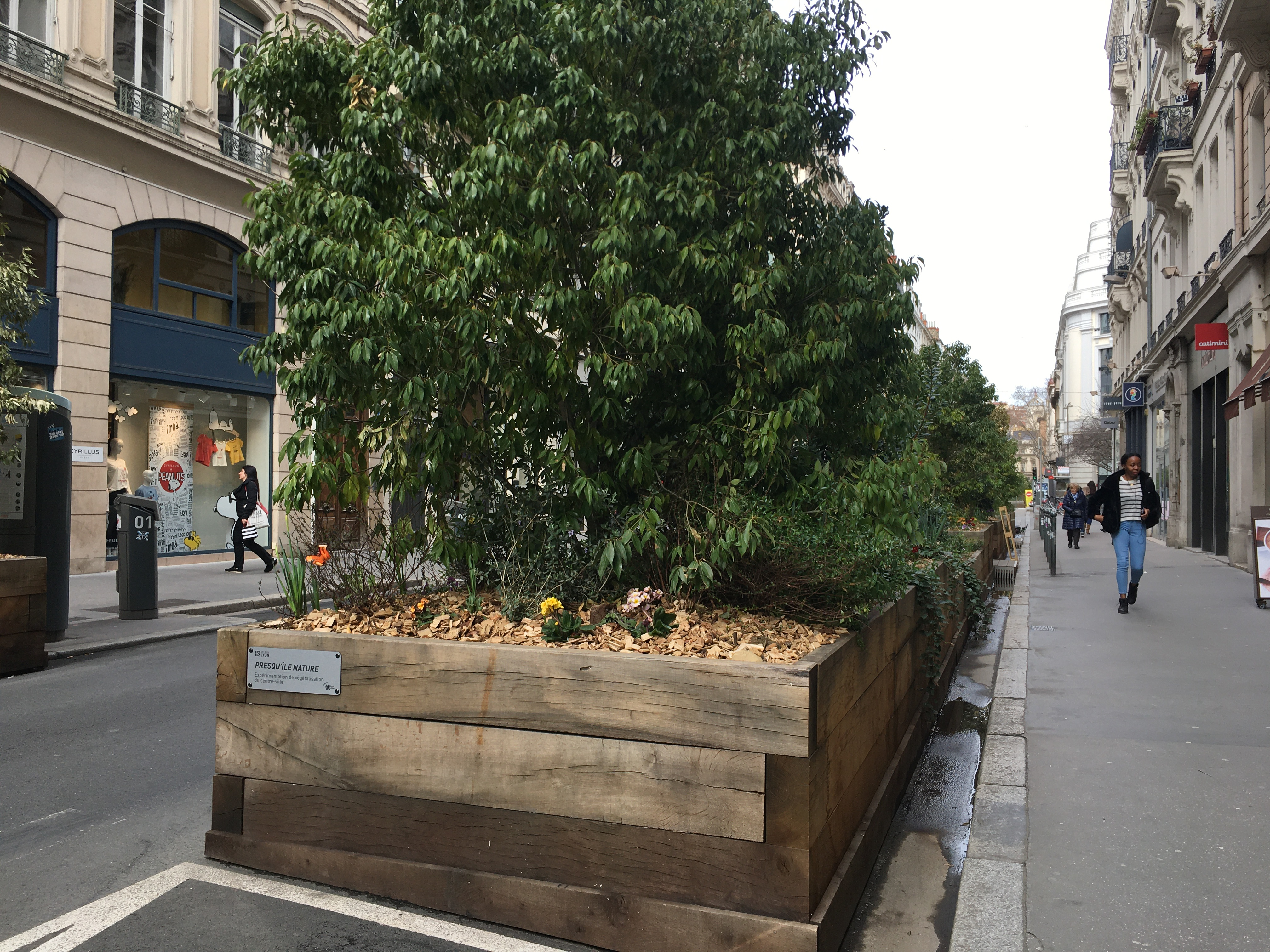
Les bacs à végétaux constituant le projet « Presqu’île Nature » en mars 2020.

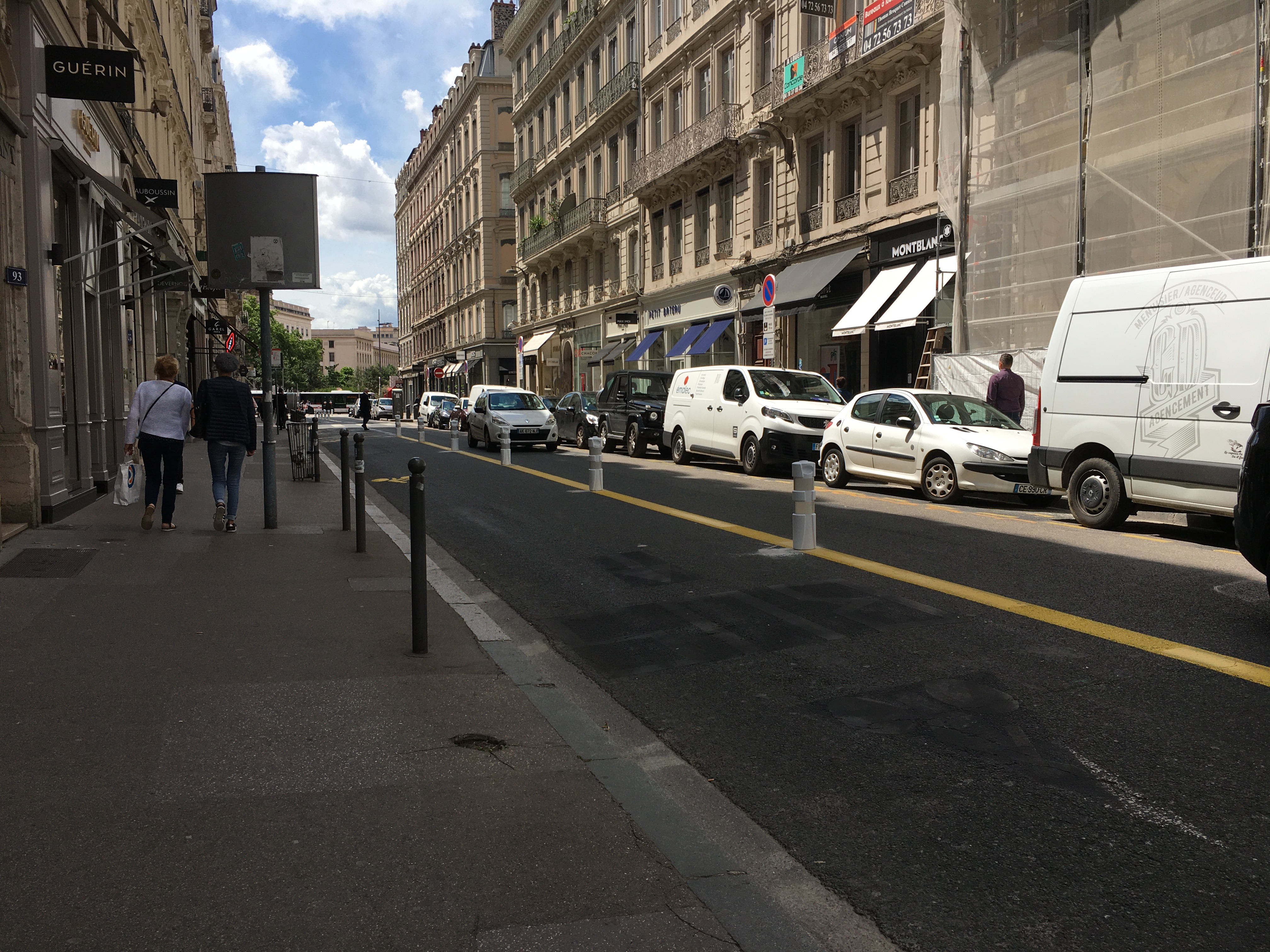
La voie bus-vélo transformée en coronapiste en juin 2020.

Le principal aménagement a surtout lieu en septembre 2019 ; la voie bus-vélo et certaines places de stationnement sont remplacées par un « linéaire vert » ; on y retrouve des bacs en bois de différentes hauteurs contenant arbres, arbustes et fleurs.
Cette végétalisation de la rue, appelée « Presqu'île Nature », prend cependant fin avec la crise sanitaire liée au Covid-19, poussant au développement du vélo pour éviter le contact entre humains et provoquant la restitution de la voie partagée dédiée, et donc la suppression des bacs, en mai 2020.
Un mois plus tard, dans le cadre du plan de déploiement de coronapistes alors en cours dans la Métropole de Lyon, la voie bus-vélo est réservée aux seuls cyclistes, délimitée par des balises et un marquage au sol jaune. La voie a depuis retrouvé son usage et son apparence initiales. 

#### Rodéos urbains
Après des nuisances sonores liées à des rodéos urbains, la rue est par ailleurs fermée à la circulation automobile tous les vendredi et samedi soirs entre 22 heures et quatre heures du matin à partir de 2019, interdiction un temps matérialisée par des barrières puis par des panneaux de signalisation depuis 2023.

#### Fêtes de fin d’année
Jusqu’en 2019, les illuminations des fêtes de fin d'année disposées dans la rue sont intégrées au programme de la Fête des Lumières.

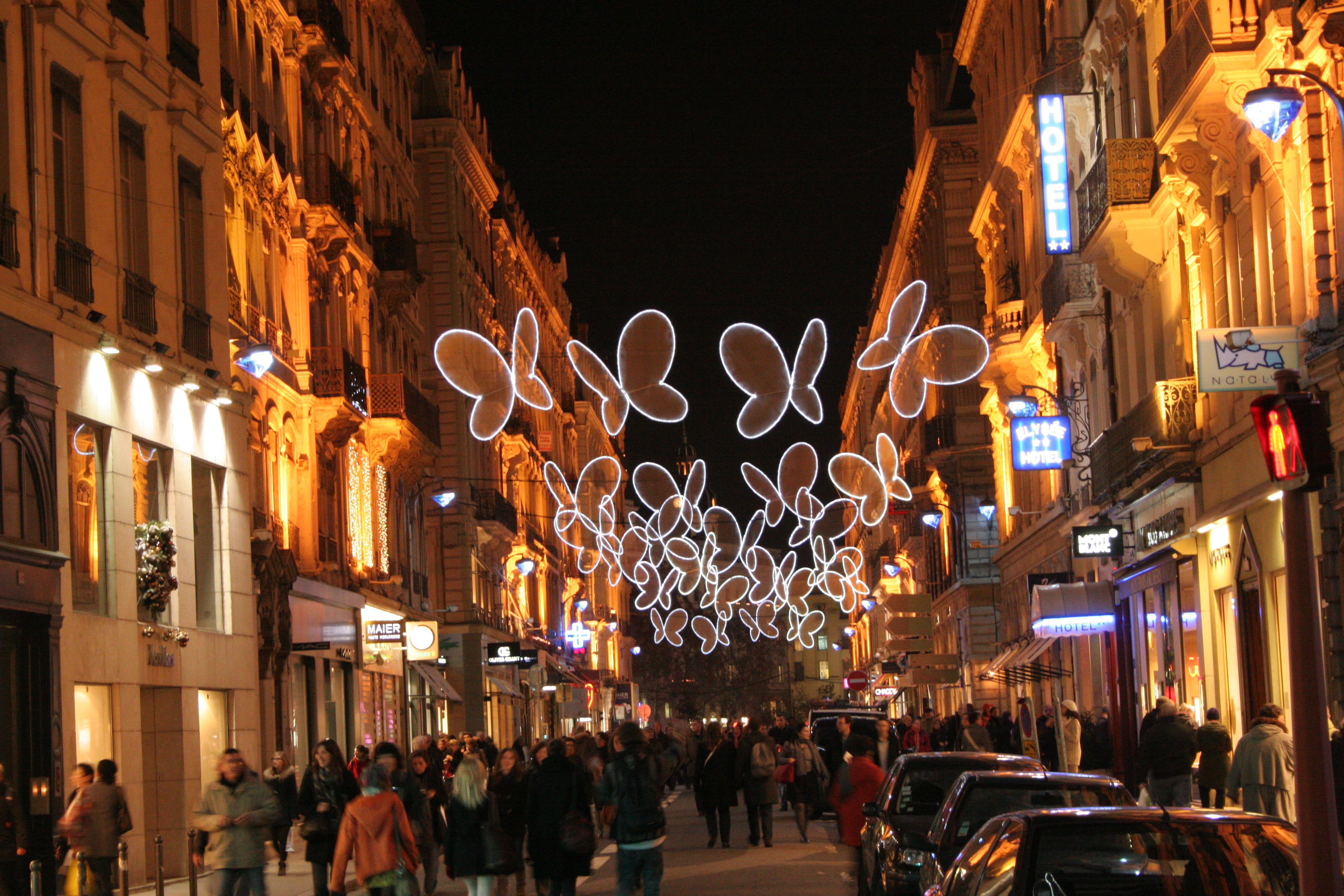
La rue du Président-Édouard-Herriot pendant la Fête des Lumières 2011.

## Activités
À Lyon, elle est réputée pour sa concentration de magasins de luxe, tels que Louis Vuitton, Cartier, Dior, Longchamp, Hermès.
Elle constitue, avec la rue de la République à l'est, la rue de Brest à l'ouest et la rue Victor-Hugo au sud, le cœur commerçant de la ville. Dans sa partie sud, la rue traverse la place des Jacobins, haut lieu du luxe à Lyon avec des points de vente Sonia Rykiel, Rolex et Escada notamment.

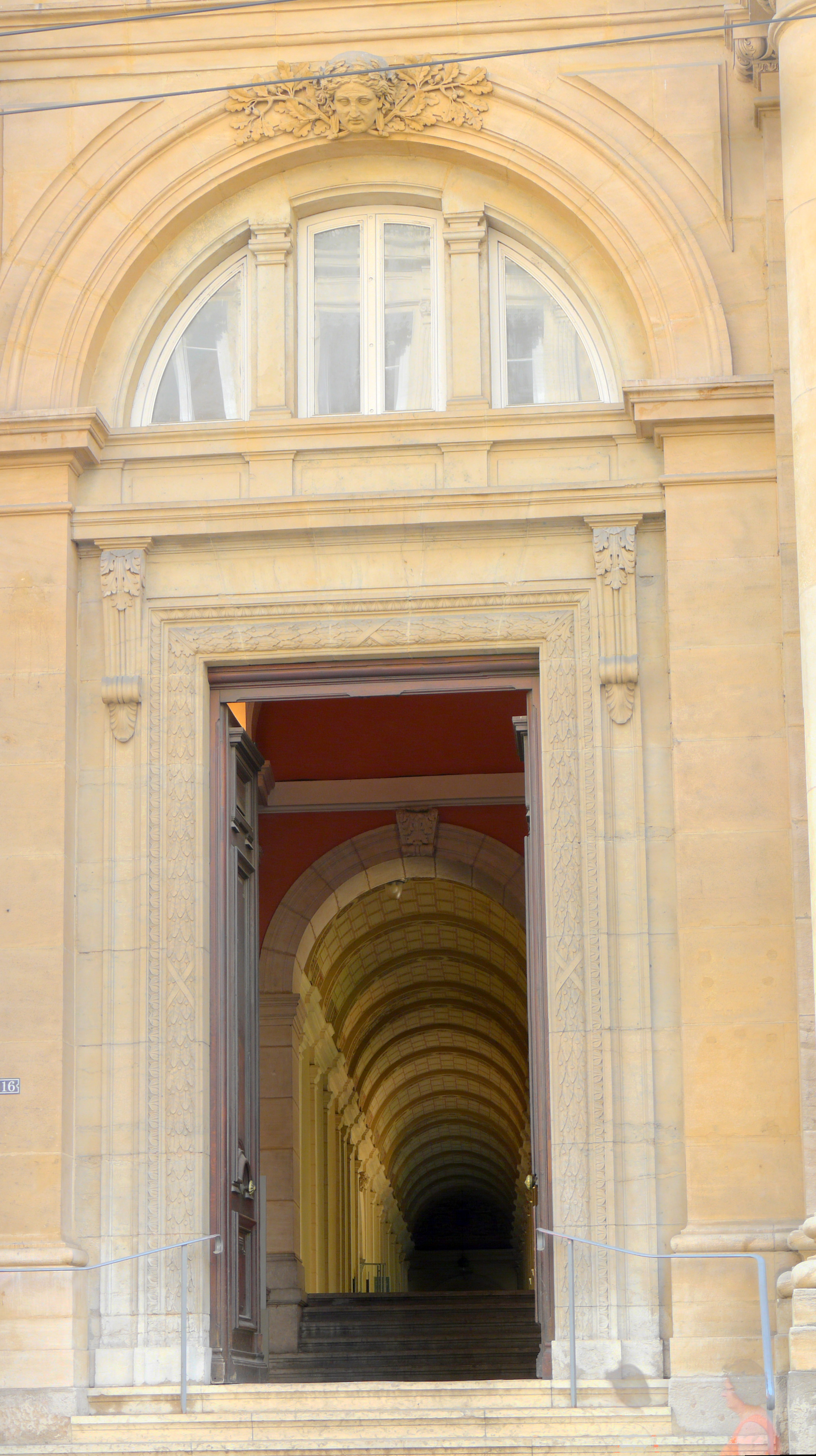
Entrée du musée des Beaux-Arts.
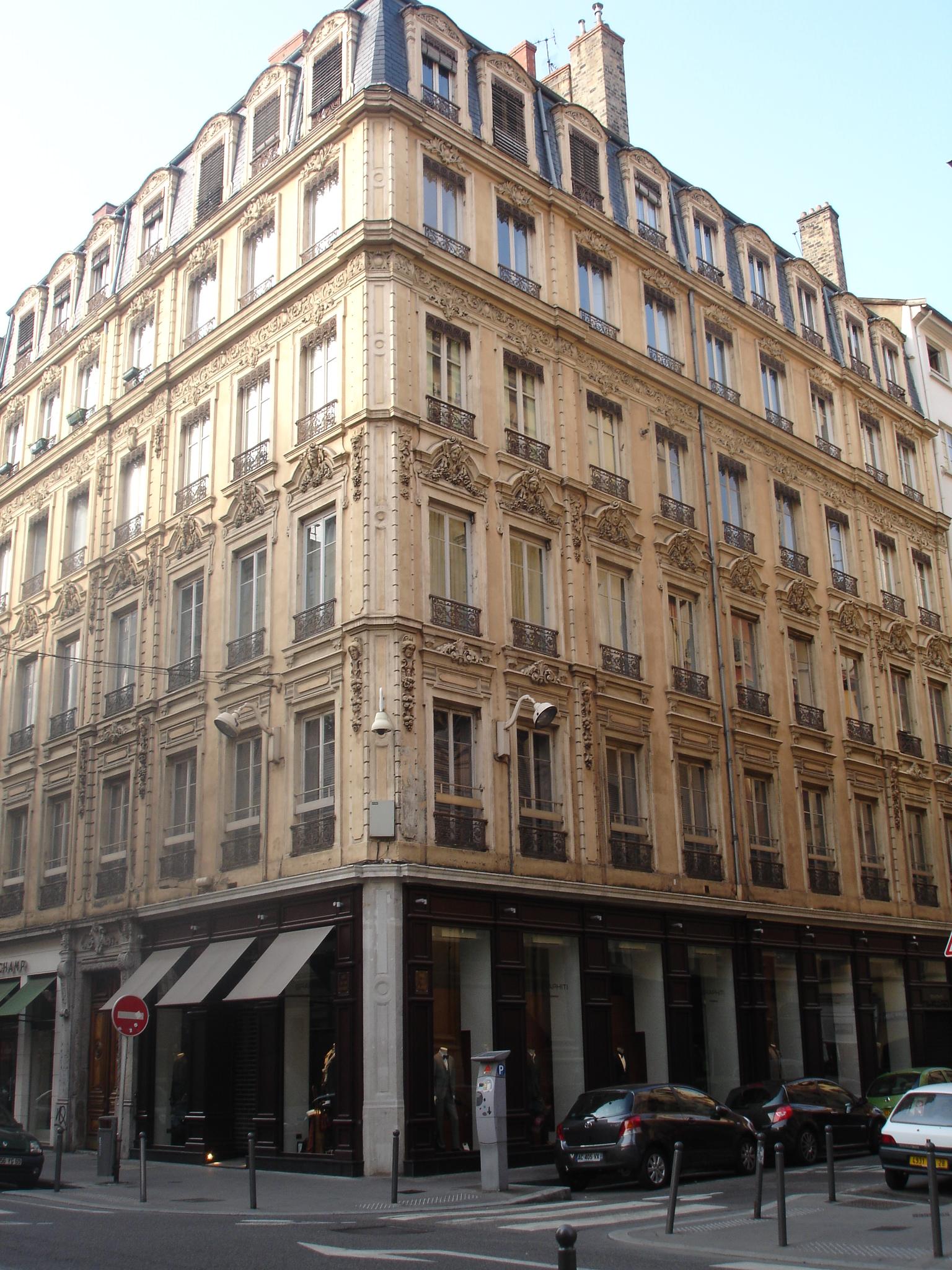
Angle sud-ouest des rues du Président-Édouard-Herriot et du Plâtre.

## Transports en commun
La rue est desservie par la navette   Aux arrêts « Simon Maupin », « Jacobins », « Tupin » et « Saint-Nizier » du réseau TCL. Ce dernier arrêt est également desservi par la ligne  .